# Office of Rail and Road
L'Office of Rail and Road (ORR), ex Office of Rail Regulation, è un dipartimento non ministeriale che sovrintende alle ferrovie nel Regno Unito e alla rete stradale in Inghilterra. L'ORR è stato costituito il 5 luglio 2004 ed è subordinato al Dipartimento per i trasporti. L'organo amministrativo conta 280 dipendenti.
L'incarico dell'ORR comprende sia la sicurezza sulle ferrovie che l'economia nel settore ferroviario, compresa la manutenzione da parte di Network Rail dell'infrastruttura ferroviaria del Paese. Dopo l'istituzione di Highways England nell'aprile 2015, all'ORR è stata affidata anche la responsabilità della supervisione delle strade statali inglesi, e il nome è stato cambiato da Office of Rail Regulation a Office of Rail and Road.